# Snöskohare
Snöskohare (Lepus americanus) är en art av harar som lever i Nordamerika. Dess namn kommer av de stora fötterna, som gör att den kan ta sig fram över snö utan att sjunka ner.

## Utbredning
Snöskoharar lever i Nordamerika. De finns i nästan hela Alaska och Kanada (med undantag av de allra nordligaste regioner) och dessutom i delar av övriga USA (i norra och nordöstra landsdelar samt i Klippiga bergen).

## Kännetecken
Med en längd av 41 till 52 centimeter och en vikt omkring 1,5 kilogram räknas denna art till de mindre i släktet. Svansens längd ligger mellan 3 och 5 centimeter. Liksom skogsharen (Lepus timidus) byter snöskoharen päls före vintern. Färgen ändrar sig från brunaktig till vit vilket ger ett bättre kamouflage i snön. Ett markant kännetecken är de 6 till 7 centimeter långa öronen med svarta spetsar. Pälsen byts bara i norra delar av utbredningsområdet. På harens fotsula finns många hår (huvudsakligen vid de bakre extremiteterna) som gör att foten liknar en snösko.

## Levnadssätt
Arten lever i flera olika habitat som till exempel taiga, tundra, öppna gräsregioner och träskmarker. Varje individ lever ensam men det finns ofta flera exemplar i samma region med överlappande revir. Snöskohare är vanligen aktiv på gryningen och natten men den är även ute vid molnigt väder. Som alla harar i släktet Lepus kan den snabb springa och bra simma som är en fördel vid flykten. Snöskoharen går inte i vinterdvala.
Födans sammansättning är beroende på region och årstid. Haren äter bland annat gräs, blommor, knopp, kvistar och bark. Under vintern äter den ibland köttet av döda artfränder.

## Fortplantning
Parningstiden ligger mellan mars och augusti. Honan har möjlighet att para sig tre gånger under hela tiden. Dräktigheten varar i cirka 38 dagar och per kull föds två till fyra (sällan upp till åtta) ungdjur. Nyfödda harar är "borymmare" och redan efter en månad slutar honan att ge di.

## Hot
Snöskoharar har flera naturliga fiender, däribland grå- och rödräv, rödlo, prärievarg och varg. Populationen utför periodiska ökningar och minskningar beroende på antalet fiender och tillgång till föda. På grund av den höga reproduktionstakten räknas dessa harar inte till de hotade arterna.

## Underarter
Det finns sex underarter:
- Lepus americanus americanus
- Lepus americanus bairdii
- Lepus americanus cascadensis
- Lepus americanus dalli
- Lepus americanus struthopus
- Lepus americanus virginianus